# Sadarsa africana
Sadarsa africana är en fjärilsart som beskrevs av Emilio Berio 1974. Sadarsa africana ingår i släktet Sadarsa och familjen nattflyn. Inga underarter finns listade.